# 37. Eucharistischer Weltkongress
Der 37. Eucharistische Weltkongress fand vom 31. Juli bis 7. August 1960 in München statt. Er war mit ca. einer Million Besucher das erste internationale Großereignis in Deutschland nach dem Zweiten Weltkrieg.

## Ablauf
Der Auftaktgottesdienst fand am 31. Juli 1960 mit rund 80.000 Gläubigen auf dem Odeonsplatz statt. Kardinal Joseph Wendel nahm bei diesem Gottesdienst Elemente der Liturgischen Bewegung auf, indem er nicht mit dem Rücken zu den Gottesdienstbesuchern (wie im Tridentinischen Ritus), sondern mit dem Blick auf sie zelebrierte und das Evangelium auf Deutsch und nicht in Latein vortrug. Bei vielen Gottesdiensten während des Eucharistischen Weltkongresse wurde dies so durchgeführt. Am 5. August wurde auf Vorschlag von Weihbischof Johannes Neuhäusler, einem ehemaligen KZ-Gefangenen, im Beisein von 40.000 Gläubigen die Todesangst-Christi-Kapelle auf dem ehemaligen KZ-Gelände von Dachau eingeweiht.

## Theologische Bedeutung
Das Motto des Münchner Kongresses lautete „Pro Mundi Vita“ („Für das Leben der Welt“). Im Gegensatz zu den 1950er Jahren wurde in München weniger die Abgrenzung zu anderen Religionsgemeinschaften und christlichen Konfessionen betont. Zusätzlich zu den katholischen Großveranstaltungen wurden zahlreiche undogmatische Gespräche mit Protestanten und anderen Religionen geführt. Die römisch-katholische Kirche zeigte sich hier offener als früher und machte im Vorfeld des Zweiten Vatikanischen Konzils eine Art neuer Standortbestimmung.

## Bedeutung für München und Bayern
Sowohl der bayerische Ministerpräsident Hans Ehard als auch der Münchner Oberbürgermeister Hans-Jochen Vogel erkannten die große Bedeutung des ersten internationalen Großereignisses im Nachkriegsdeutschland für München und Bayern. Sie nutzen diese Gelegenheit, um den internationalen Ruf Münchens als ehemalige Hauptstadt der Bewegung zu verbessern. Dies gelang durch zahlreiche begleitende Maßnahmen (Broschüren, Sonderausstellungen, Radio- und Fernsehübertragungen, Sonderbriefmarke) und durch die „Aktion Silbermöwe“, bei der Bürger der Stadt München und der umliegenden Landkreise tausende Kongressbesucher bei sich zuhause unterbrachten.

## Gründung der Fimcap
Im Rahmen des Kongresses fand die erste Delegiertenkonferenz von katholischen Jugendverbänden aus verschiedenen Ländern statt, bei welcher die Gründung des internationalen Dachverbandes katholischer Jugendverbände, der Fédération Internationale des Mouvements Catholiques d’Action Paroissale (Fimcap), vorbereitet wurde.

## Filme
- 1961: Dokumentarfilm Pro Mundi Vita von Georg Thurmair
- Video über den 37. Eucharistischen Weltkongress